# Popelnîkî, Sneatîn
Popelnîkî (în ucraineană Попельники) este o comună în raionul Sneatîn, regiunea Ivano-Frankivsk, Ucraina, formată numai din satul de reședință.

## Demografie
Componența lingvistică a comunei Popelnîkî
     Ucraineană (99,87%)
     Alte limbi (0,13%)
Conform recensământului din 2001, majoritatea populației comunei Popelnîkî era vorbitoare de ucraineană (99,87%), existând în minoritate și vorbitori de alte limbi.